# Heinrich Burger
Heinrich Burger (Munique, Alemanha, 31 de maio de 1881 – Munique, Alemanha, 27 de abril de 1942) foi um patinador artístico alemão que competiu em competições de duplas e individual. Ele foi campeão olímpico em 1908 ao lado de Anna Hübler.

## Principais resultados

### Individual masculino
| Resultados                                                            | Resultados       | Resultados       | Resultados       | Resultados      | Resultados        | Resultados    | Resultados    | Resultados    | Resultados    | Resultados    | Resultados    | Resultados    |
| Internacional                                                         | Internacional    | Internacional    | Internacional    | Internacional   | Internacional     | Internacional | Internacional | Internacional | Internacional | Internacional | Internacional | Internacional |
| Evento/Temporada                                                      | 1903– 1904       | 1904– 1905       | 1905– 1906       | 1906– 1907      | 1907– 1908        |               |               |               |               |               |               |               |
| --------------------------------------------------------------------- | ---------------- | ---------------- | ---------------- | --------------- | ----------------- | ------------- | ------------- | ------------- | ------------- | ------------- | ------------- | ------------- |
| Campeonato Mundial                                                    | Medalha de prata |                  | Medalha de prata | 5.º             | Medalha de bronze |               |               |               |               |               |               |               |
| Campeonato Europeu                                                    | WD               | Medalha de prata |                  |                 |                   |               |               |               |               |               |               |               |
| Nacional                                                              |                  |                  |                  |                 |                   |               |               |               |               |               |               |               |
| Campeonato Alemão                                                     | Medalha de ouro  |                  | Medalha de ouro  | Medalha de ouro |                   |               |               |               |               |               |               |               |
|                                                                       |                  |                  |                  |                 |                   |               |               |               |               |               |               |               |
| Legenda: WD = Abandonou; Competição não foi disputada nesta temporada |                  |                  |                  |                 |                   |               |               |               |               |               |               |               |

### Duplas com Anna Hübler
| Resultados                                            | Resultados      | Resultados      | Resultados      | Resultados      | Resultados    | Resultados    | Resultados    | Resultados    | Resultados    | Resultados    | Resultados    | Resultados    |
| Internacional                                         | Internacional   | Internacional   | Internacional   | Internacional   | Internacional | Internacional | Internacional | Internacional | Internacional | Internacional | Internacional | Internacional |
| Evento/Temporada                                      | 1906– 1907      | 1907– 1908      | 1908– 1909      | 1909– 1910      |               |               |               |               |               |               |               |               |
| ----------------------------------------------------- | --------------- | --------------- | --------------- | --------------- | ------------- | ------------- | ------------- | ------------- | ------------- | ------------- | ------------- | ------------- |
| Jogos Olímpicos                                       |                 | Medalha de ouro |                 |                 |               |               |               |               |               |               |               |               |
| Campeonato Mundial                                    |                 | Medalha de ouro |                 | Medalha de ouro |               |               |               |               |               |               |               |               |
| Nacional                                              |                 |                 |                 |                 |               |               |               |               |               |               |               |               |
| Campeonato Alemão                                     | Medalha de ouro |                 | Medalha de ouro |                 |               |               |               |               |               |               |               |               |
|                                                       |                 |                 |                 |                 |               |               |               |               |               |               |               |               |
| Legenda: Competição não foi disputada nesta temporada |                 |                 |                 |                 |               |               |               |               |               |               |               |               |